# Nawada
Nawada è una suddivisione dell'India, classificata come municipality, di 82.291 abitanti, capoluogo del distretto di Nawada, nello stato federato del Bihar. In base al numero di abitanti la città rientra nella classe II (da 50.000 a 99.999 persone).

## Geografia fisica
La città è situata a 24° 52' 60 N e 85° 31' 60 E e ha un'altitudine di 79 m s.l.m..

## Società

### Evoluzione demografica
Al censimento del 2001 la popolazione di Nawada assommava a 82.291 persone, delle quali 43.739 maschi e 38.552 femmine. I bambini di età inferiore o uguale ai sei anni assommavano a 12.927, dei quali 6.762 maschi e 6.165 femmine. Infine, coloro che erano in grado di saper almeno leggere e scrivere erano 53.785, dei quali 31.206 maschi e 22.579 femmine.